# هولوکاست ۲۰۰۰
هولوکاست ۲۰۰۰ (انگلیسی: Holocaust 2000) فیلمی در ژانر ترسناک به کارگردانی آلبرتو د مارتینو است که در سال ۱۹۷۷ منتشر شد.

## بازیگران
- کرک داگلاس
- سایمون وارد
- آگوستینا بلی
- آنتونی کوایلی
- ویرجینیا مکنا
- سپیروس فوکاس
- ایوو گارانی
- الکساندر ناکس
- آدولفو چلی
- رومولو والی
- پیتر کلیر
- دنیس لاسن
- جفری کین
- ماسیمو فوسکی
- دیوید دی کایسر